# 후지야마 아이이치로

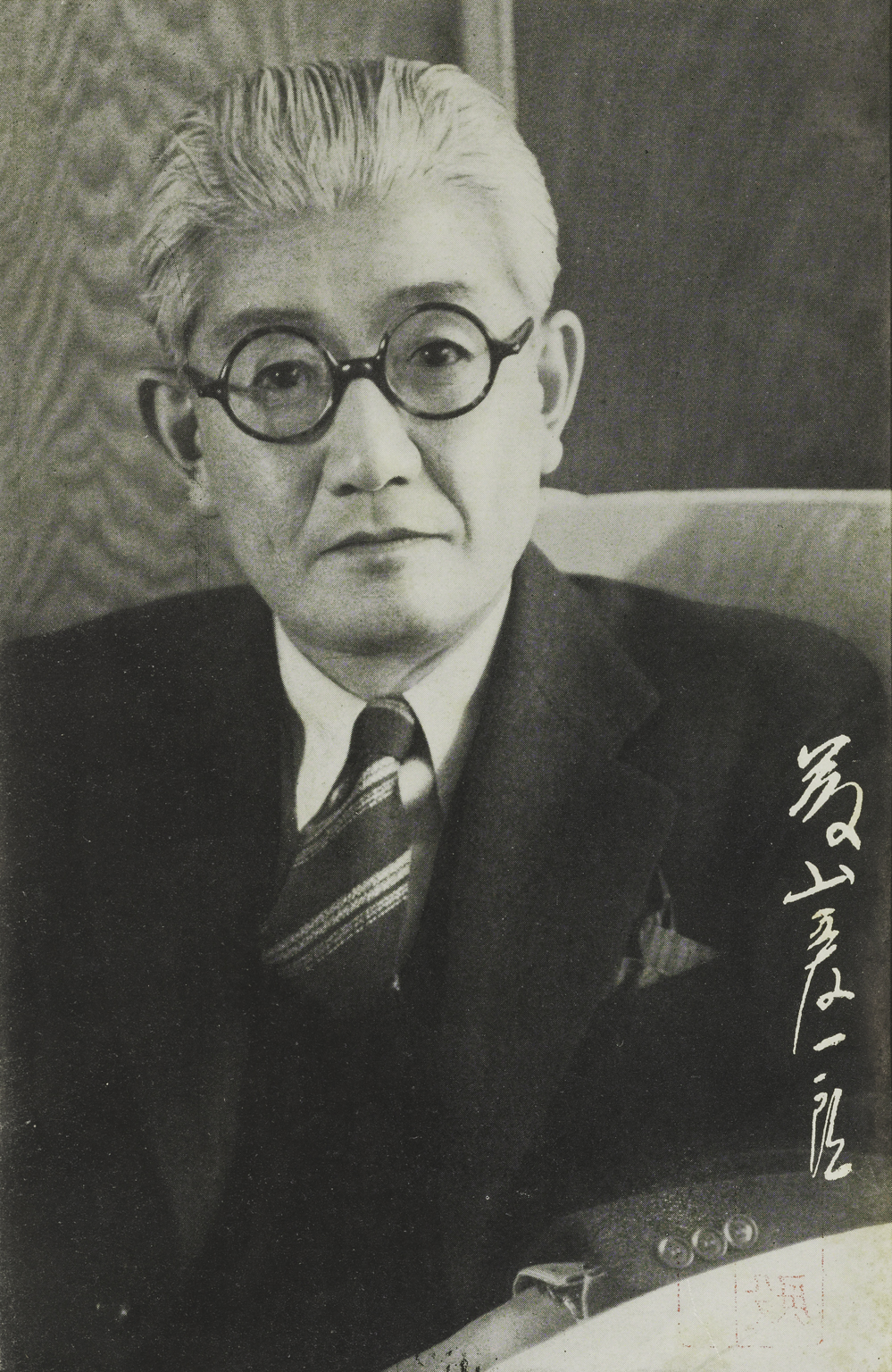

후지야마 아이이치로(일본어: 藤山 愛一郎, ふじやま あいいちろう, 1897년 5월 22일 ~ 1985년 2월 22일)는 일본의 정치인이자 기업인이다. 외무대신, 경제기획청 장관, 후지야마 콘체른 (藤山コンツェルン)의 총수를 지냈다.

## 인물
후지야마는 1897년, 도쿄의 오지 (王子)에서 오지 제지 (王子製紙) 전무이사 후지야마 라이타 (藤山雷太, 1863년 ~ 1938년)의 장남으로 태어났다. 게이오 의숙 (慶應義塾) 정치과 (지금의 게이오기주쿠 대학 법학부) 에 들어갔으나 1918년 중퇴하였고, 자신의 아버지가 쌓아 올린 후지야마 콘체른 (藤山コンツェルン)의 후계자로서, 대일본제당 (大日本製糖)의 사장이 되었다. 그 후 닛토 화학공업 (日東化学工業, 지금의 미쓰비시 레이욘 (三菱レイヨン))의 사장과 일본 금전등록기 (日本金銭登録機, 지금의 일본 NCR (日本NCR))의 사장 등을 지냈다.
1941년 44세의 나이에 일본 상공회의소 (日本商工会議所) 회장이 되었으며, 전후에는 공직에서 추방되었으나, 1950년 복귀하였다. 1957년부터 1960년까지 제1차·제2차 기시 노부스케 내각에서 외무대신으로서, 미일안전보장조약 개정과 미일 지위 협정 제정을 담당하였으며, 1958년 제28회 중의원 총선거에서 자민당 공인으로 당선되었다.
기시 노부스케가 총리에서 물러난 후에는 총리대신이 되는 것을 목표로 했으나, 1960년 자민당 총재 선거에서 이케다 하야토에게 패해 총리대신이 되는 데 실패하였다. 친중파 중의원 의원으로서, 1970년 중일 국교 회복 의원 연맹을 결성하여, 정계 은퇴 후에도 국제 무역 촉진 협회 회장을 맡는 등, 중일 간의 국교 회복에 관심을 가졌다. 1967년 훈일등 욱일대수장 (勲一等旭日大綬章) 을 받았으며, 1976년 정계에서 은퇴하였다. 1985년 87세의 나이로 사망하였으며, 사후에는 훈일등욱일동화대수장 (勲一等旭日桐花大綬章) 을 받았다.